# Либман, Отто
Отто Либман (нем. Otto Liebmann, 25 февраля 1840, Львувек-Шлёнски, Нижнесилезское воеводство — 14 января 1912, Йена, Саксен-Веймар-Эйзенах) — немецкий философ, представитель раннего неокантианства.

## Биография
Из еврейской семьи. Доцент в Тюбингене с 1865 года, профессор в Страсбурге, потом в Йене. Сначала его привлекал кантовский критицизм, возобновлению интереса к которому сильно способствовал первый труд: «Kant und die Epigonen» (Штутгарт, 1865). Затем последовали: «Der individuelle Beweis für die Freiheit des Willens» (1866), «Ueber den objektiven Anblick» (1869) и дневник осады: «Vier Monate vor Paris» (анонимно, 1871).
В главном труде: «Analysis der Wirklichkeit» (Страсбург, 1876; 2 изд., 1880) Либман старается установить, насколько проблемы философии доступны строгому решению при помощи точных наук. Дополнением и продолжением этого труда являются «Gedanken und Thatsachen» (Страсбург, 1882) и «Die Klimax der Theorien» (Страсбург, 1884).
Написал также «Ueber philos. Thatsachen» (Страсбург, 1883), «Psychol. Aphorismen» (1892) и др.